# Ridderkerk

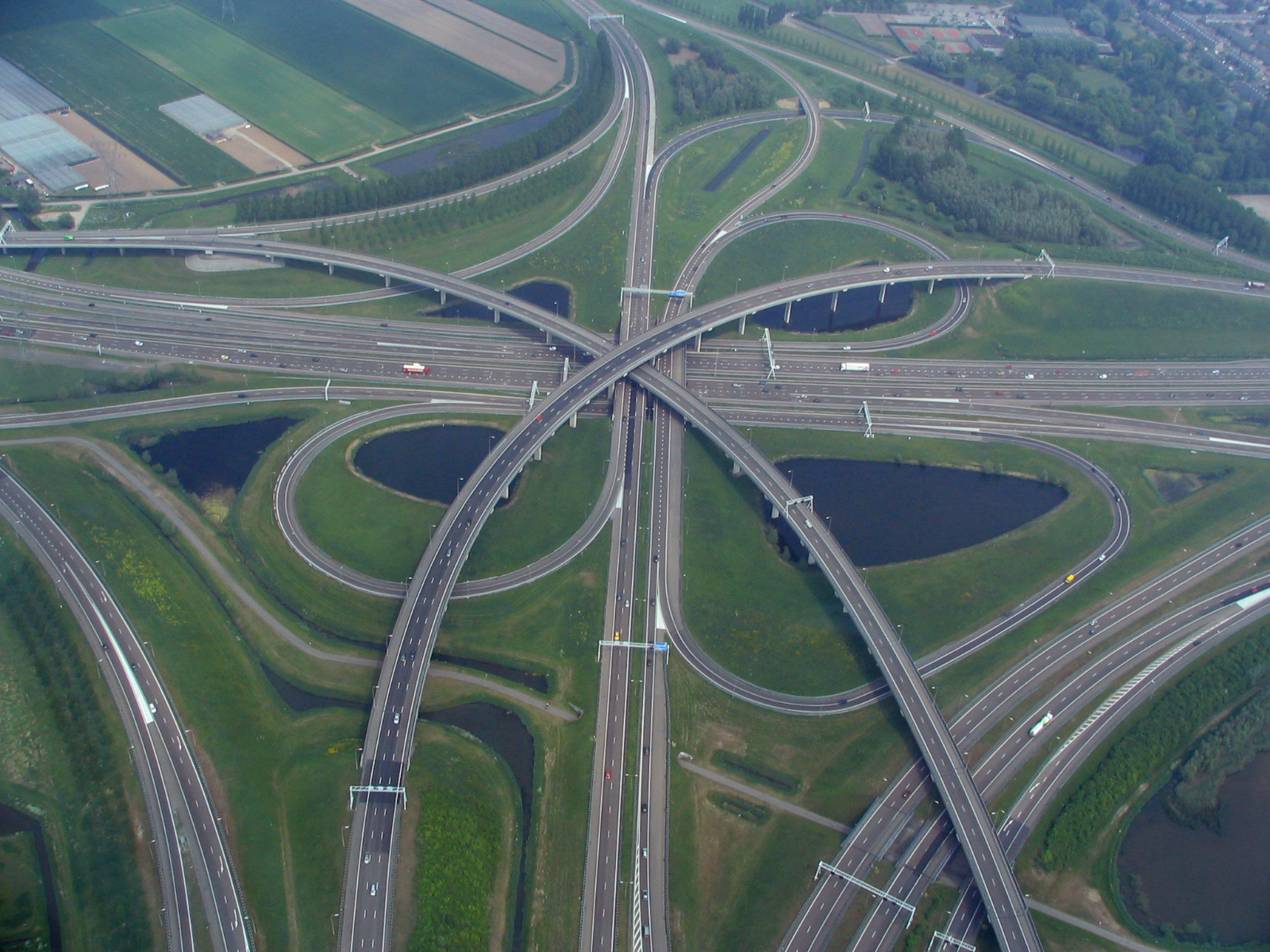
In Ridderkerk treffen sich die A15 und die A16

Ridderkerk (anhörenⓘ) ist eine Gemeinde in den Niederlanden, Provinz Südholland.

## Orte
Nebst dem Hauptort Ridderkerk, wo die Gemeindeverwaltung ihren Sitz hat, liegen die Dörfer Bolnes, Rijsoord, Oostendam und Slikkerveer in dieser Gemeinde.

## Lage und Wirtschaft
Ridderkerk liegt im Nordosten der Flussinsel IJsselmonde, nur wenige Kilometer südöstlich von Rotterdam und Capelle aan den IJssel und kann wie Capelle als Vorort von Rotterdam bezeichnet werden. Viele der Einwohner sind Pendler.
In der Gemeinde befinden sich, bei Bolnes und Rijsoord, Knotenpunkte der vielen Autobahnen, die von Rotterdam durch die Gemeinde Ridderkerk in viele Richtungen führen. Einen Bahnhof hat Ridderkerk nicht; es fahren mehrere Buslinien und auch eine Schnellfähre Rotterdam – Ridderkerk – Dordrecht bedient den Pendelverkehr.
Ridderkerk hat seit etwa 1870 eine Tradition der Reedereien und Schiffswerften – diese Industriebetriebe gingen jedoch in den 1970er Jahren, trotz Versuchen der Regierung, sie zu retten, im Existenzkampf unter. Dafür kamen viele kleinere Betriebe vieler Art zurück.

## Geschichte
Der Name Ridderkerk hat nichts mit einem „Ritter“ zu tun. Das Dorf entstand im Polder Riederwaard (in etwa: Schilfwerder) und erhielt 1446 eine geregelte Verwaltung. Die Kirche war St. Georg, dem Drachentöter, geweiht. Wie anderenorts in dieser Gegend, lebten in Ridderkerk Fischer und Bauern, die Vieh hielten und Hanf für die Herstellung von Seilen anbauten. In Bolnes entstand Ende des 18. Jahrhunderts der Landsitz Huys ten Donck. Um 1870 entstand eine Schiffbauindustrie. In dieser Zeit entstand auch das Gemeindewappen, mit dem heiligen Ritter St. Georg, der mit dem Schwert den Drachen/das Böse durchsticht.
In der Schule des Dorfes Rijsoord unterzeichnete General Winkelman nach der deutschen Invasion am 15. Mai 1940 die Kapitulationsurkunde, in der die Niederlande sich dem nationalsozialistischen Deutschen Reich ergaben: der Auftakt einer fünfjährigen Besatzung. Heute befindet sich in der ehemaligen Schule ein privates Museum mit Planetarium. In Rijsoord wurde bis vor ungefähr 40–45 Jahren viel Lein kultiviert.

## Politik

### Sitzverteilung im Gemeinderat
Der Gemeinderat von Ridderkerk formiert sich seit 1982 wie folgt:
| Partei               | Sitze | Sitze | Sitze | Sitze | Sitze | Sitze | Sitze | Sitze | Sitze | Sitze | Sitze |
| Partei               | 1982  | 1986  | 1990  | 1994  | 1998  | 2002  | 2006  | 2010  | 2014  | 2018  | 2022  |
| -------------------- | ----- | ----- | ----- | ----- | ----- | ----- | ----- | ----- | ----- | ----- | ----- |
| Partij 18PLUS        | –     | –     | –     | –     | –     | –     | –     | –     | 1     | 5     | 7     |
| SGP                  | 4     | 4     | 5     | 7     | 8     | 4     | 6     | 5     | 5     | 4     | 5     |
| GPV                  | 4     | 4     | 5     | 7     | 8     | –     | –     | –     | –     | –     | –     |
| RPF                  | 1     | 0     | 5     | 7     | 8     | –     | –     | –     | –     | –     | –     |
| PvdA                 | 10    | 12    | 9     | 7     | 8     | 6     | 8     | 4     | 2     | 3     | 4     |
| GroenLinks           | –     | –     | 0     | –     | –     | 2     | 1     | 2     | 2     | 1     | 4     |
| D66                  | 2     | 2     | 4     | 4     | 2     | 2     | 1     | 2     | 2     | 1     | –     |
| Leefbaar Ridderkerk  | –     | –     | –     | –     | –     | 7     | 4     | 10    | 6     | 3     | 3     |
| ChristenUnie         | –     | –     | –     | –     | –     | 2     | 3     | 2     | 3     | 2     | 3     |
| Echt voor Ridderkerk | –     | –     | –     | –     | –     | –     | –     | –     | 5     | 4     | 2     |
| CDA                  | 7     | 7     | 8     | 6     | 5     | 5     | 3     | 2     | 3     | 3     | 2     |
| VVD                  | 5     | 4     | 3     | 4     | 6     | 3     | 3     | 2     | 2     | 2     | 2     |
| Burger op 1          | –     | –     | –     | –     | –     | –     | –     | –     | –     | 1     | 1     |
| Lokaal Sociaal       | –     | –     | –     | –     | –     | –     | –     | 0     | –     | –     | –     |
| Nieuw Rechts         | –     | –     | –     | –     | –     | –     | 1     | –     | –     | –     | –     |
| Centrum Democraten   | –     | –     | –     | 1     | –     | –     | –     | –     | –     | –     | –     |
| Gesamt               | 29    | 29    | 29    | 29    | 29    | 29    | 29    | 27    | 29    | 29    | 29    |

### Bürgermeister
Seit dem 15. Mai 2023 ist Marco Oosterwijk (SGP) amtierender Bürgermeister der Gemeinde. Zu ihrem Kollegium zählen die Beigeordneten Henk van Os (Partij 18PLUS), Kees van der Duijn Schouten (SGP), Peter Meij (CDA), Edward Piena (VVD) und Fleur Stip (Partij 18PLUS) sowie der Gemeindesekretär Henk Klaucke.

## Söhne und Töchter
- Bastiaan Belder (* 1946), Politiker
- Jordy Buijs (* 1988), Fußballspieler
- Mick van Buren (* 1992), Fußballspieler
- Robbert Dijkgraaf (* 1960), Physiker
- Rien Kaashoek (1937–2024), Mathematiker
- Jaap de Waard (1940–2000), Radrennfahrer
- Luuk Kroon (1942–2012), Admiralleutnant
- Cora van Nieuwenhuizen (* 1963), Politikerin
- Wietske de Ruiter (* 1970), Hockeyspielerin
- Johan Schot (* 1961), Historiker, Hochschullehrer
- Kevin Strootman (* 1990), Fußballspieler
- Lee Towers (* 1946), Sänger
- Leen van der Waal (1928–2020), Politiker
- Liesbeth Zegveld (* 1970), Juristin